# Itatiaya tubixaba
Itatiaya tubixaba är en spindelart som beskrevs av Polotow och Antonio D. Brescovit 2006. Itatiaya tubixaba ingår i släktet Itatiaya och familjen Ctenidae. Inga underarter finns listade i Catalogue of Life.